# Einsteinův kříž
Einsteinův kříž (Q2237+030 nebo QSO 2237+0305) je kvasar v souhvězdí Pegase, jehož zdánlivá podoba je výsledkem gravitačního čočkování galaxie ZW 2237+030, která je označována jako Huchrova čočka. Výsledkem tohoto jevu jsou čtyři zesílené obrazy kvasaru rozmístěné ve tvaru kříže kolem centra, v němž se nachází čočkující galaxie.
Zdroje světla, které jsou ohýbány gravitačními čočkami galaxií, většinou vytváří Einsteinův kruh. Čočkující galaxie ZW 2237+030 má ale podlouhlý tvar a kvasar Q2237+030 se nenachází ve středu, takže společně vytváří specifický kříž.

## Popis

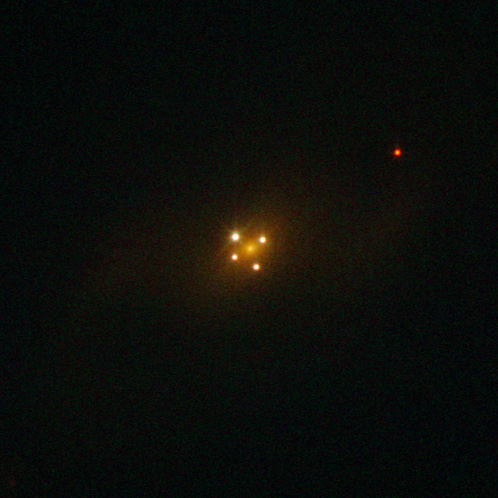
Snímek Einsteinova kříže z Hubbleova vesmírného dalekohledu

Einsteinův kříž je umístěn v souhvězdí Pegase na 22h 40m 30,3s, +3° 21′ 31″.
Rudý posuv kvasaru naznačuje, že se nachází osm miliard světelných let od Země, zatímco čočkující galaxie je ve vzdálenosti 400 milionů světelných let. Její zdánlivá velikost je 0,87 × 0,34 úhlové minuty, zdánlivá velikost kříže činí 1,6 × 1,6 úhlové vteřiny.
K pozorování Einsteinova kříže se zdánlivou magnitudou 16,78 je potřeba velmi temná obloha a dalekohled s průměrem zrcadla minimálně 46 cm.
Jednotlivé obrazy kvasaru jsou značeny písmeny A až D (např. QSO 2237+0305 A). Čočkující galaxie je někdy označována jako QSO 2237+0305 G.